# وريد أنفي جبهي
الوريد الأنفي الجبهي (بالإنجليزية: Nasofrontal vein)‏ هو وريد في العين يَصُب في الوريد العيني العلوي.